# 郭嘉兒
（1985年7月8日—），英國保守黨籍政治人物，自2019年大選起擔任東薩里選區國會議員。她在2023年8月31日獲任命為能源安全及淨零大臣，此前曾分別在2022年9月至10月間擔任殘疾人士、衛生及就業政務次官以及在2022年10月至2023年8月31日間擔任兒童、家庭及福祉政務次官。從政前，她曾在美林證券和畢馬威任職，亦曾任財政部的特別顧問。

## 生平

### 早年生涯
郭嘉兒在1985年出生於倫敦，父母為在1970年代自印度移居英國的果阿基督徒。她的父親是一名麻醉科醫生，而母親則為普通科醫生。郭嘉兒在達利奇詹姆斯·艾倫女子學校（James Allen's Girls' School）畢業後入讀牛津大學雅息特學院修讀數學及哲學。畢業後，她曾在美林證券擔任分析師接近四年，直至2012年離職。及後，她與美食作家米娜·霍蘭（Mina Holland）共同成立一間以文學為主題的活動公司「尊貴食客」（The Novel Diner）。2014年，她參加了由安東尼·波登和奈潔拉·勞森擔任評判的煮食遊戲節目《味道》（The Taste）。「尊貴食客」其後在2015年結業。
郭嘉兒在「尊貴食客」結業後曾在施志安的中間偏右智庫社會正義中心（Centre for Social Justice）任職兩年，其後成為行業組織房屋及金融研究所（Housing and Finance Institute）的項目總監。及後她成為畢馬威的企業責任經理，之後再成為財政部特別顧問。在財政部任職期間，她首先跟隨時任財政部國會秘書施俊安，及後再成為時任財政部首席秘書辛偉誠的部下。郭嘉兒曾表示她離開畢馬威加入政府的原因在於希望在政府內實現她在2016年脫歐公投時所支持的脫歐。

### 國會生涯
郭嘉兒在2019年11月11日獲保守黨提名出選東薩里選區。該議席自1918年起均由保守黨取得。她在2019年大選中以24,040票多數票（40.3%）當選。該議席原屬前國務大臣翟彥明，但他因支持防止無協議脫歐的《2019年歐洲聯盟（脫離）（第2號）法令》而被保守黨開除黨籍，其後加入自由民主黨。
2020年5月，郭嘉兒因支持時任首相首席顧問甘明思在2019冠狀病毒病疫情期間從倫敦前往260英里以外的對衡郡所引發的爭議而被部份所屬選區選民批評。同年6月，東薩里保守黨協會辦事處外爆發示威，其中辦事處的窗戶亦被塗上黑漆，薩里郡警察表示會對破壞作出調查。
郭嘉兒在2020年2月獲委任為財政部國會私人秘書，並加入中間偏右智庫向前（Onward）。她在2023年7月6日因抗議首相鲍里斯·约翰逊對克里斯多福·平徹醜聞的處理而辭職。郭嘉兒在2022年7月至9月英國保守黨黨魁選舉中支持辛偉誠。
2023年8月31日，郭嘉兒獲任命為能源安全及淨零大臣，接替接任國防大臣的夏博思。她亦是2019年大選首次進入國會的議員中首位獲得內閣職務者。

## 外部連結
- 官方網站 （页面存档备份，存于）
- 英国的個人檔案
- 公鞭記載的投票紀錄
- TheyWorkForYou記載的紀錄